# Bryan Reynolds
Bryan Reynolds (Fort Worth, 28 juni 2001) is een Amerikaans voetballer die bij voorkeur als rechtsback speelt. Hij speelt bij KVC Westerlo.

## Clubcarrière
In november 2016 tekende Reynolds een contract bij het eerste elftal van FC Dallas. In maart 2019 werd hij verhuurd aan North Texas SC Op 19 april 2019 debuteerde hij in de Major League Soccer tegen Los Angeles FC.. In september 2020 tekende hij een vierjarig contract bij FC Dallas.
In de voorbereiding van het seizoen 2023-2024 werd Bryan Reynolds verkocht door AS Roma voor 3,5 miljoen aan Belgische Eerste Klasser KVC Westerlo. 